# Prickmusseron
Prickmusseron (Tricholomopsis rutilans) är en svampart som först beskrevs av Jakob Christan Schaeffer, och fick sitt nu gällande namn av Rolf Singer 1939. Enligt Catalogue of Life ingår Prickmusseron i släktet Tricholomopsis,  och familjen Tricholomataceae, men enligt Dyntaxa är tillhörigheten istället släktet Tricholomopsis,  och familjen Chromocyphellaceae. Arten är reproducerande i Sverige. Inga underarter finns listade i Catalogue of Life.

## Källor

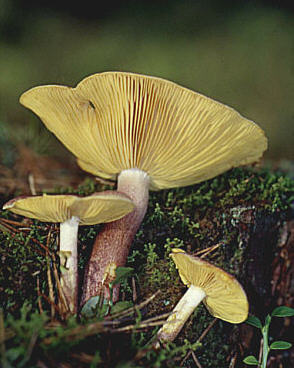
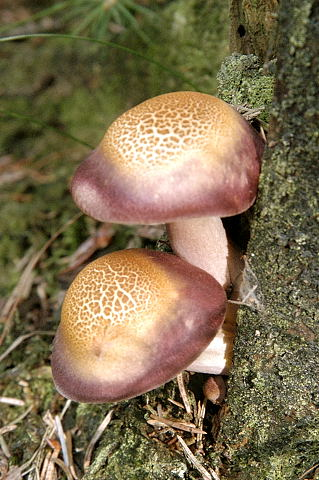
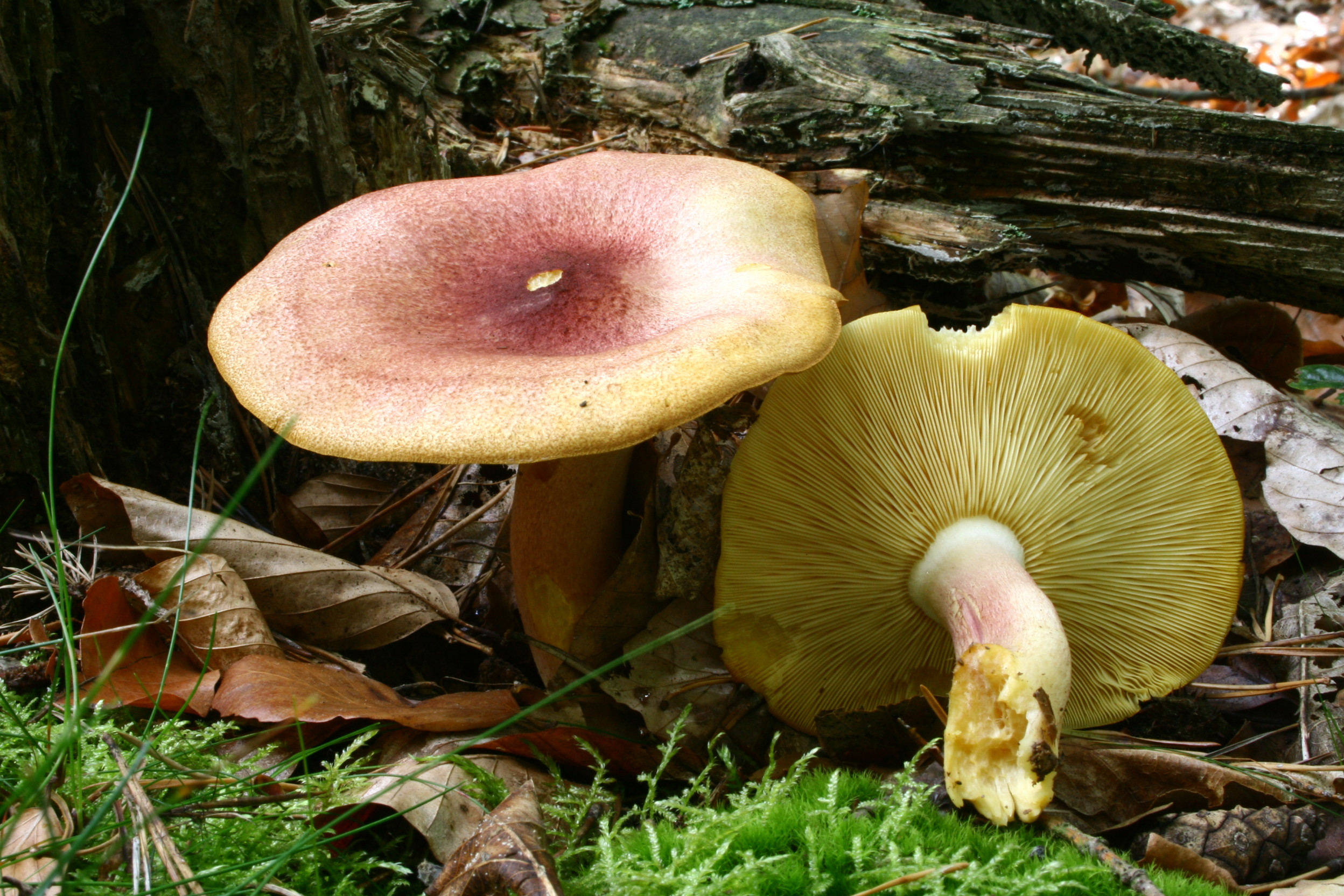
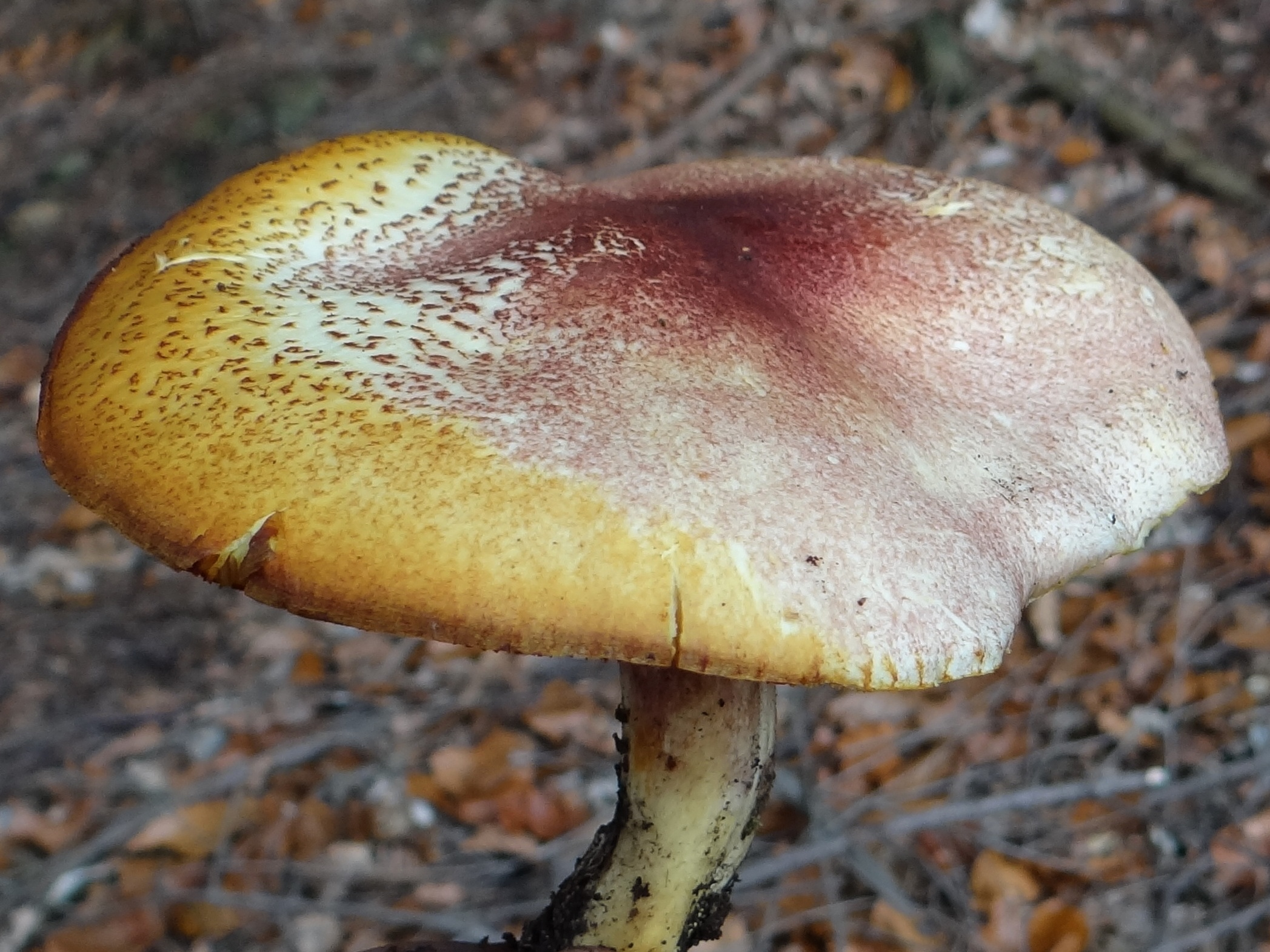
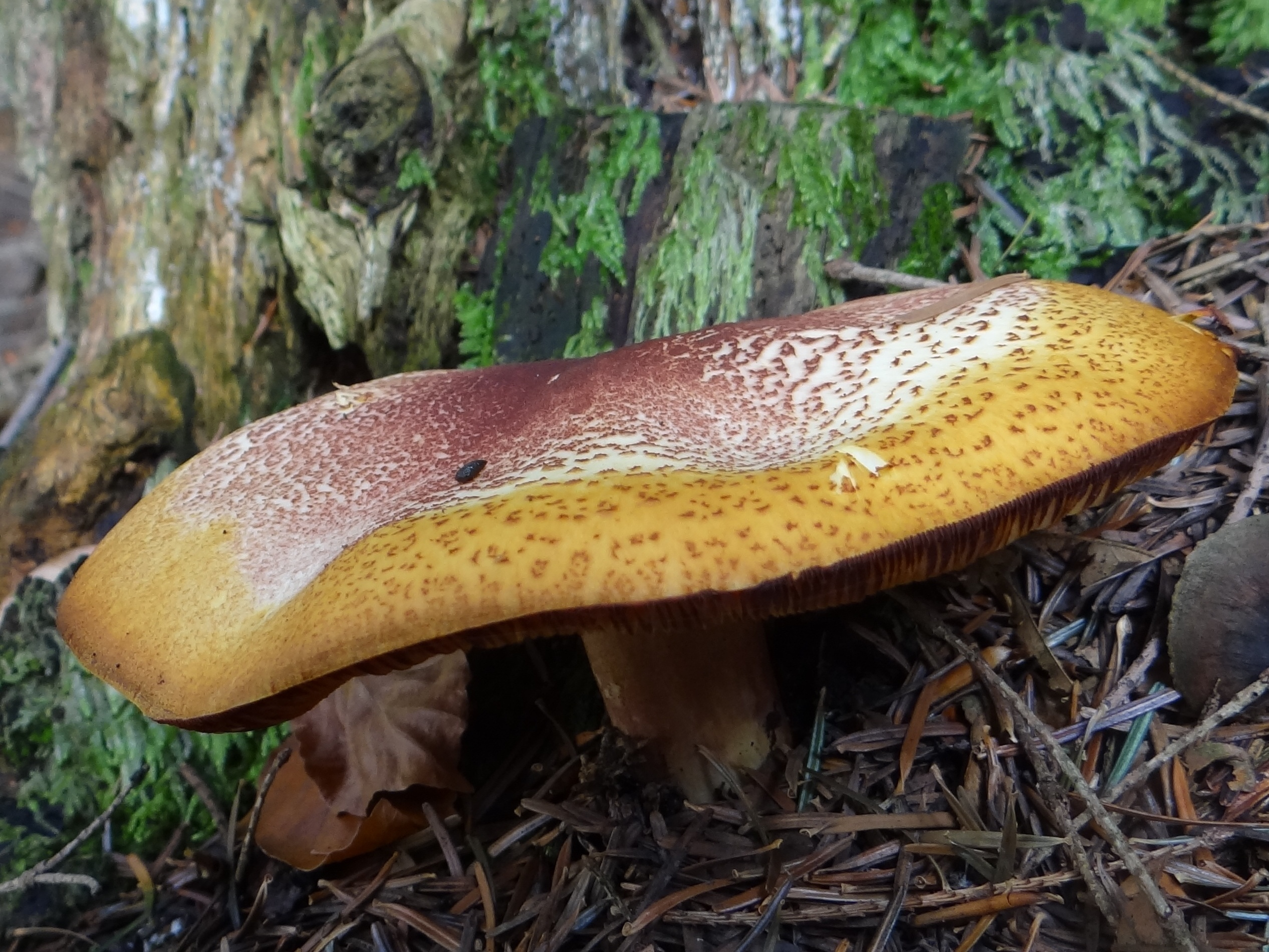
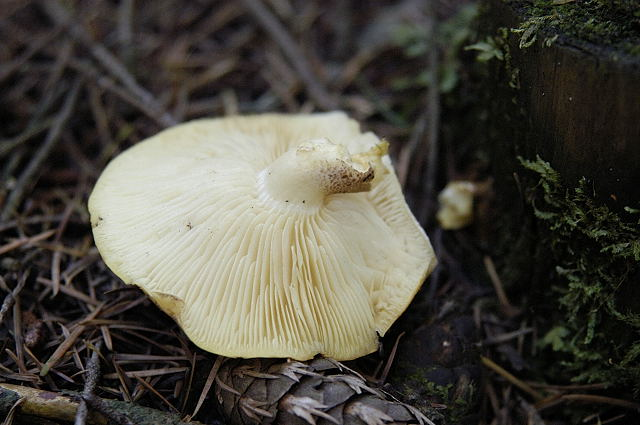